# Sportler des Jahres 1997 (Deutschland)
Die Sportler des Jahres 1997 in Deutschland wurden von den Fachjournalisten gewählt und am Jahresende in Ludwigsburg ausgezeichnet. Veranstaltet wurde die Wahl zum 51. Mal von der Internationalen Sport-Korrespondenz (ISK).

## Männer
| Platz | Sportler          | Sportart        | Punkte | Erfolge 1997                                                                |
| ----- | ----------------- | --------------- | ------ | --------------------------------------------------------------------------- |
| 1.    | Jan Ullrich       | Straßenradsport | 5924   | Sieger Tour de France                                                       |
| 2.    | Lars Riedel       | Leichtathletik  | 2699   | Weltmeister Diskuswurf                                                      |
| 3.    | Thomas Hellriegel | Triathlon       | 1896   | Sieger Ironman Hawaii                                                       |
| 4.    | Frank Busemann    | Leichtathletik  | 0984   | Weltmeisterschaftsdritter Zehnkampf, U23-Europameister 110-Meter-Hürdenlauf |
| 5.    | Georg Hackl       | Rennrodeln      | 0747   | Weltmeister, Zweiter Team                                                   |
| 6.    | Ludger Beerbaum   | Springreiten    | 0737   | Europameister Einzel u. Mannschaft                                          |
| 7.    | Erik Zabel        | Straßenradsport | 0613   | Sieger der Punktewertung Tour de France                                     |
| 8.    | Ricco Groß        | Biathlon        | 0529   | Weltmeister Einzel u. Staffel                                               |
| 9.    | Heinz Weis        | Leichtathletik  | 0519   | Weltmeister Hammerwurf                                                      |
| 10.   | Dieter Thoma      | Skispringen     | 0390   | Weltmeisterschaftszweiter Großschanze, Dritter Team, Weltcup-Zweiter        |

## Frauen
| Platz | Sportler           | Sportart       | Punkte | Erfolge 1997 |
| ----- | ------------------ | -------------- | ------ | --- |
| 1.    | Astrid Kumbernuss  | Leichtathletik | 4031   | Weltmeisterin u. Hallenweltmeisterin Kugelstoßen                                                                |
| 2.    | Sabine Braun       | Leichtathletik | 2736   | Weltmeisterin Siebenkampf u. Hallenweltmeisterin Fünfkampf                                                      |
| 3.    | Birgit Fischer     | Kanurennsport  | 2322   | Weltmeisterin Zweier 200 u. 1000 Meter, Vierer 200 u. 500 Meter                                                 |
| 4.    | Sandra Völker      | Schwimmen      | 1552   | Weltmeisterin Kurzbahn 50 Meter, Zweite 100 Meter Freistil                                                      |
| 5.    | Gunda Niemann      | Eisschnelllauf | 1278   | Weltmeisterin Mehrkampf u. Einzelstrecken 1500, 3000 u. 5000 Meter                                              |
| 6.    | Franziska Schenk   | Eisschnelllauf | 1199   | Weltmeisterin Sprint-Vierkampf                                                                                  |
| 7.    | Antje Buschschulte | Schwimmen      | 1115   | Europameisterin 100 Meter Rücken u. dreimal Staffel, Weltmeisterschaftszweite Kurzbahn 4-mal 100 Meter Freistil |
| 8.    | Isabell Werth      | Dressurreiten  | 0853   | Europameisterin Einzel u. Mannschaft                                                                            |
| 9.    | Katja Seizinger    | Ski Alpin      | 0758   | Weltmeisterschaftszweite Super-G u. Kombination, Weltcupsiegerin Riesenslalom, Zweite Gesamtweltcup             |
| 10.   | Dagmar Hase        | Schwimmen      | 0581   | Europameisterin 400 Meter Freistil, 4-mal 200 Meter Freistil                                                    |

## Mannschaften
| Platz | Sportler                         | Sportart        | Punkte | Erfolge 1997                            |
| ----- | -------------------------------- | --------------- | ------ | --------------------------------------- |
| 1.    | Team Telekom                     | Straßenradsport | 4123   | Sieger Teamwertung Tour de France       |
| 2.    | 4-mal-400-Meter-Staffel Frauen   | Leichtathletik  | 2635   | Weltmeister                             |
| 3.    | FC Schalke 04                    | Fußball         | 2185   | UEFA-Pokalsieger                        |
| 4.    | Borussia Dortmund                | Fußball         | 1858   | Champions-League-Sieger                 |
| 5.    | Fußballnationalmannschaft Frauen | Fußball         | 0999   | Europameister                           |
| 6.    | Biathlonstaffel Männer           | Biathlon        | 0849   | Weltmeister                             |
| 7.    | Dressur-Equipe                   | Dressurreiten   | 0672   | Europameister                           |
| 8.    | Mandy Wötzel/Ingo Steuer         | Eiskunstlauf    | 0632   | Weltmeister, Europameisterschaftszweite |
| 9.    | Springreiter-Equipe              | Springreiten    | 0563   | Europameister                           |
| 10.   | Alba Berlin                      | Basketball      | 0533   | Deutscher Meister u. Pokalsieger        |